# ブランデーワイン派

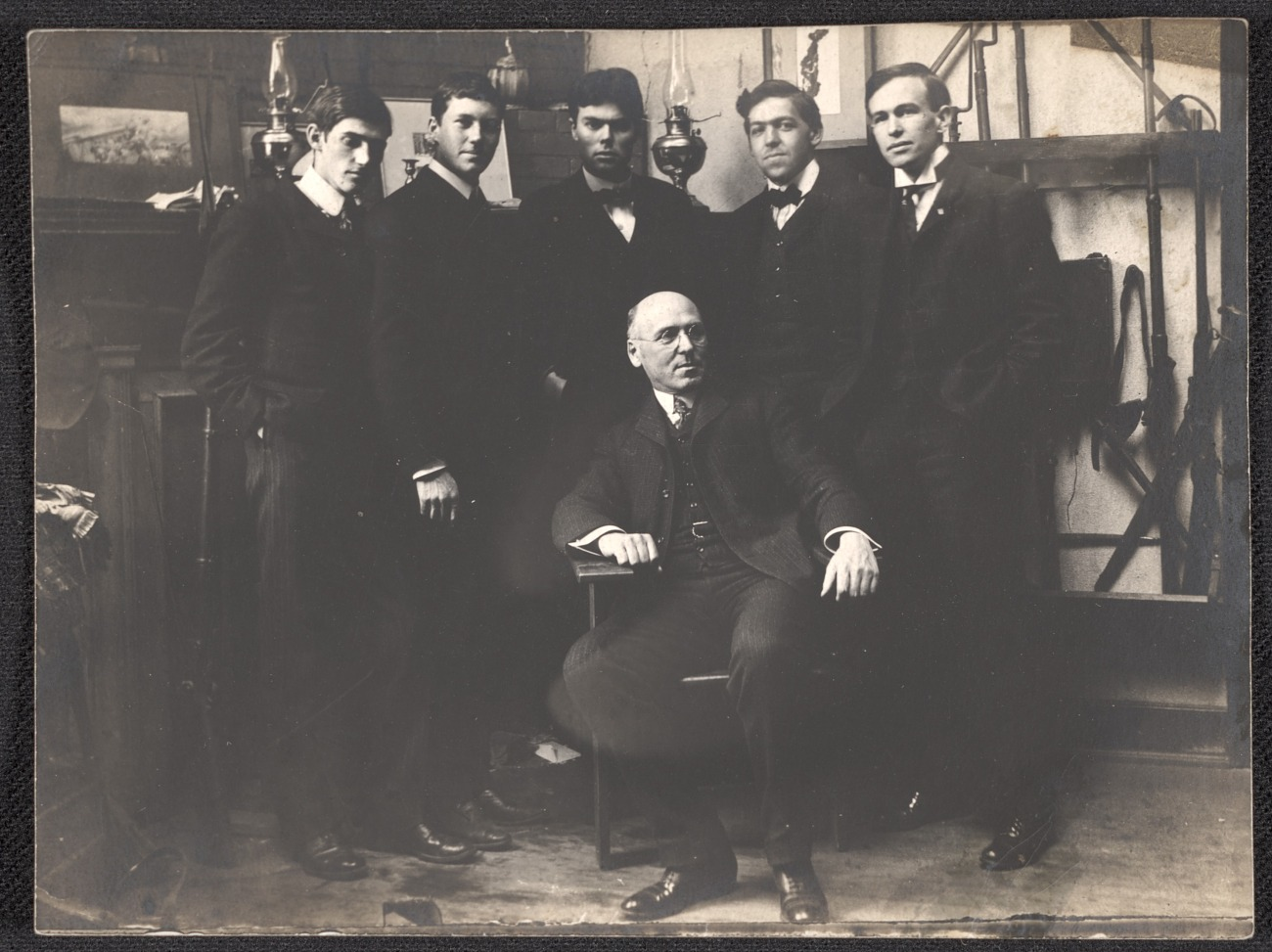
1902年のパイルと学生の写真

ブランデーワイン派（Brandywine School）は、アメリカ合衆国のイラストレーター、ハワード・パイルが20世紀の初めにペンシルベニア州デラウェア郡のウィルミントン(Wilmington)やチャズフォード(Chadds Ford Township)などで開いた美術教室で学んだイラストレータやその弟子たちであるイラストレーター、および、彼らの作品のスタイルである。ブランデーワイン派のイラストレータたちは、雑誌や小説作品の挿画を多く描いた。名前の「ブランデーワイン」は批評家のヘンリー・ピッツによって、ウィルミントン近くを流れるクリークの名前(Brandywine Creek)から名づけられたものである。美術教室はこの川の「粉ひき水車小屋」を改装して作られた。

## 概要
ハワード・パイル(1853年-1911年)はイラストレーターとして高く評価されるようになった後、1895年からドレクセル美術・科学・産業協会（現在のドレクセル大学）で教え始めたが、学校での美術教育に満足できず、1898年から学生を夏の間、ブランデーワイン川に面した、チャズフォードの風景に恵まれた水車小屋で教え始めた。1900年にドレクセルで教えるのを辞めて、自らのスタジオの一部に自分の美術学校を始めた。アメリカ独自のスタイルを確立するために、アメリカの独立の歴史なども話され 、当時多くのアメリカの芸術家がヨーロッパに留学していたのに対して、アメリカでの教育で、画家としての名声を得られるようになることを主張していた。初年度には、500人の学生の応募があったが12人の学生だけが入学を許された。
パイルの絵画作品のスタイルが弟子たちに継承されて「ブランデーワイン派」が形成された。パイルは1910年までこの学校を運営し、この時期の学生で有名になったのはN・C・ワイエス(N. C. Wyeth)、スクーノヴァー(Frank E. Schoonover)、アーサーズ(Stanley M. Arthurs)といった画家である。パイルはウィルミントンで10年間で75人の学生を指導した。1905年にはウィルミントンの慈善家がパイルの最も成功した弟子の、ワイエス、スクーノーヴァー、ハーヴィー・ダン、クリフォード・ウォーレン・アシュリーのための住居とスタジオを建てて、スクーノーヴァーはその建物に63年間住み続けた。
1911年にパイルが亡くなった後、1912年にアーサーズがパイルのスタジオを購入し、1950年まで美術学校を続けた。スクーノーヴァーも自らの美術学校を開いた。

## 作品

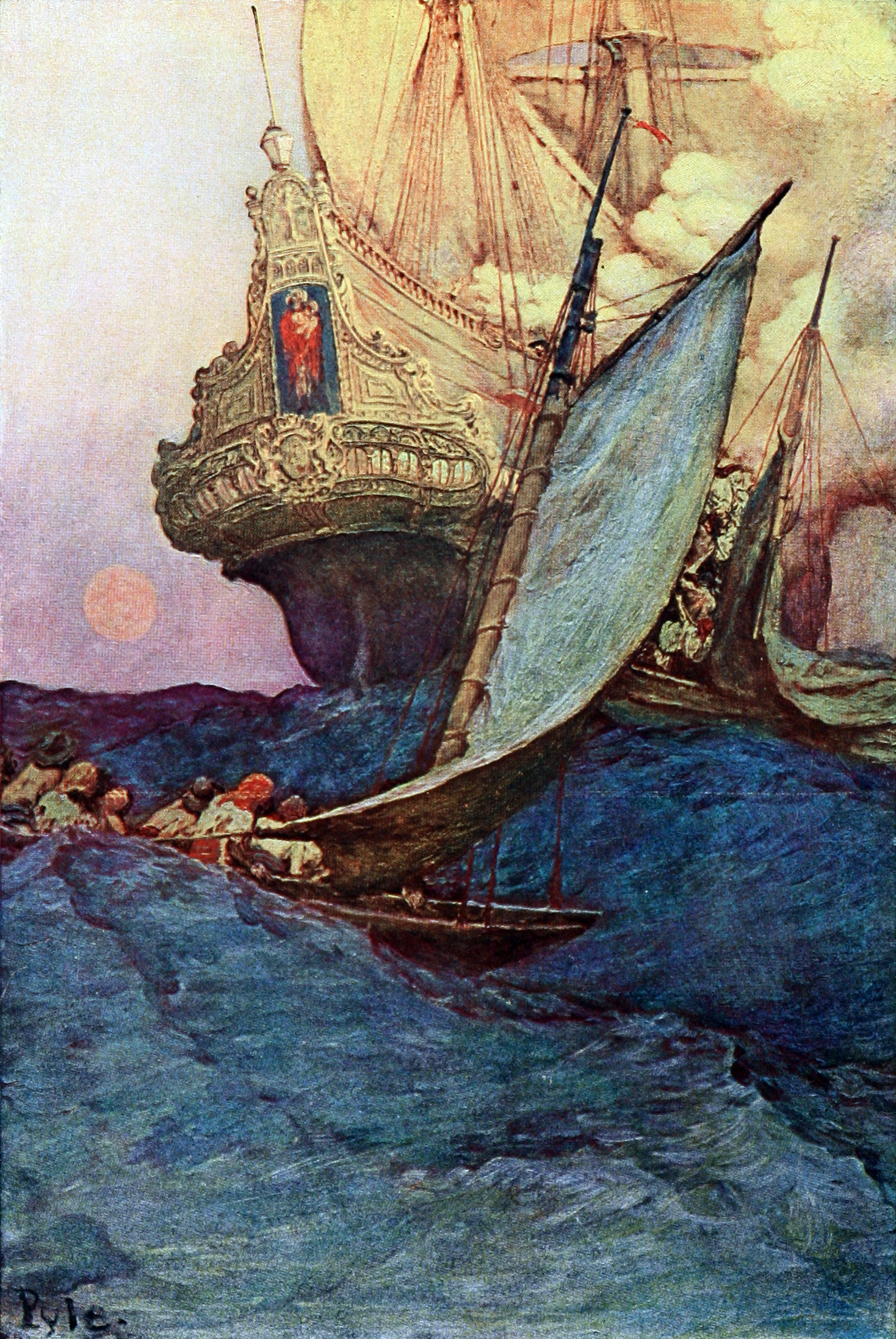
(画)ハワード・パイル
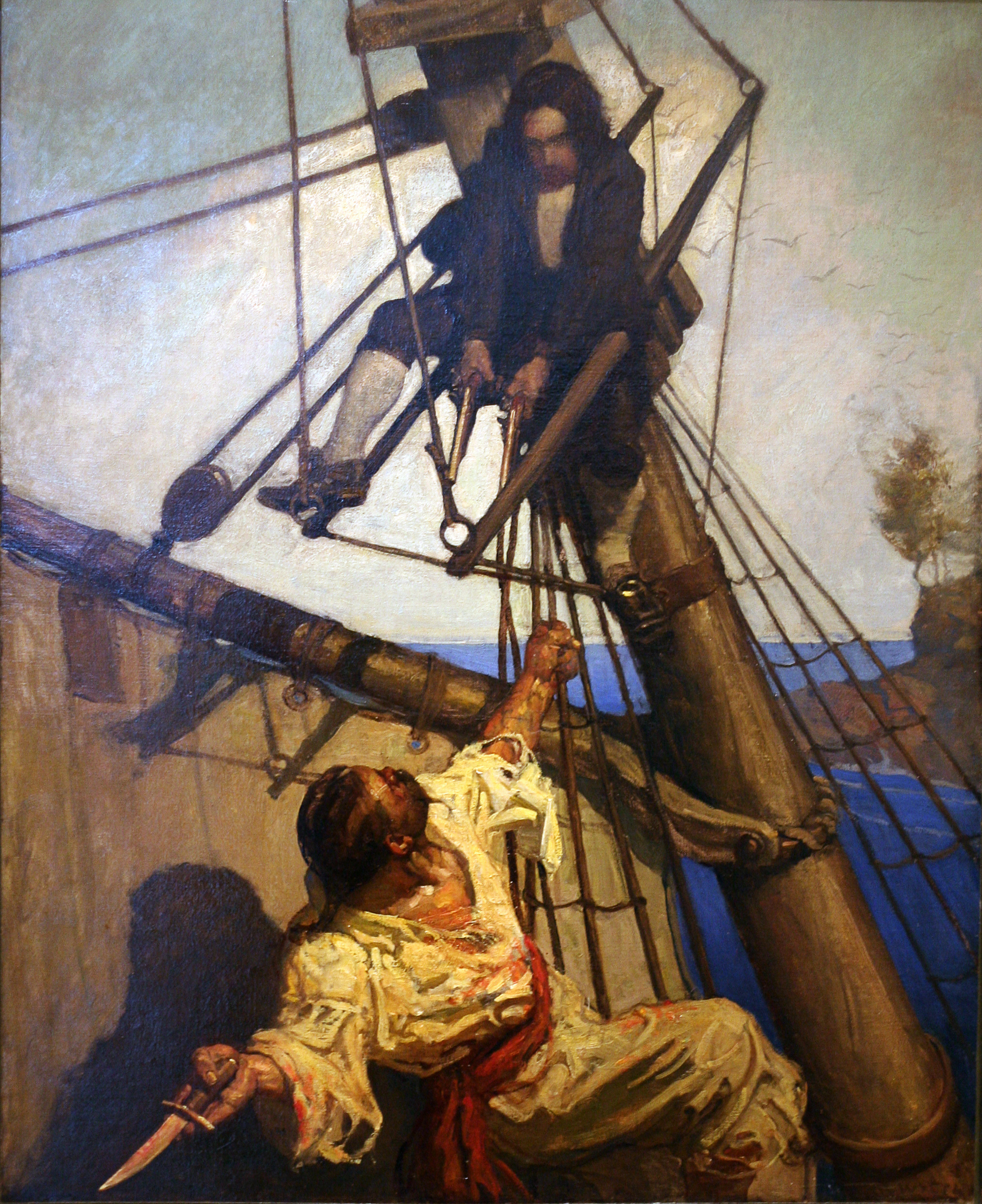
(画)N・C・ワイエス
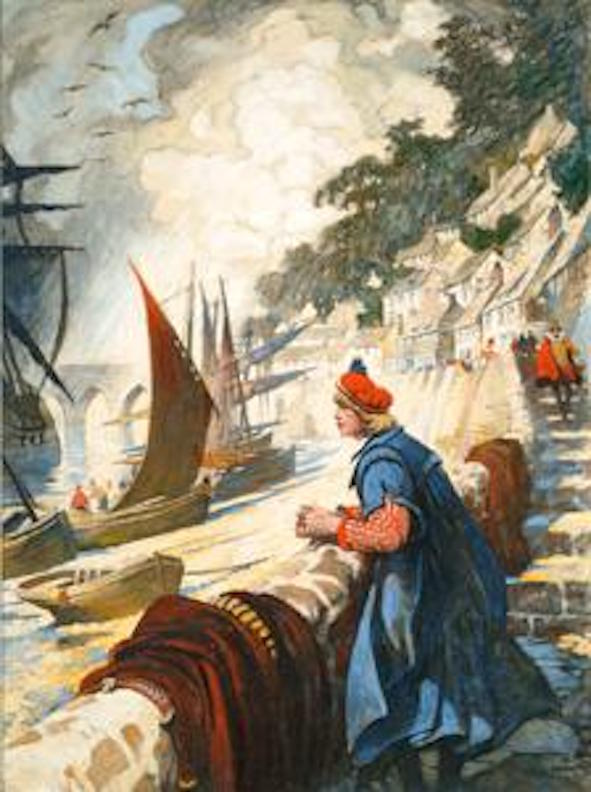
(画)ソーントン・オークリー
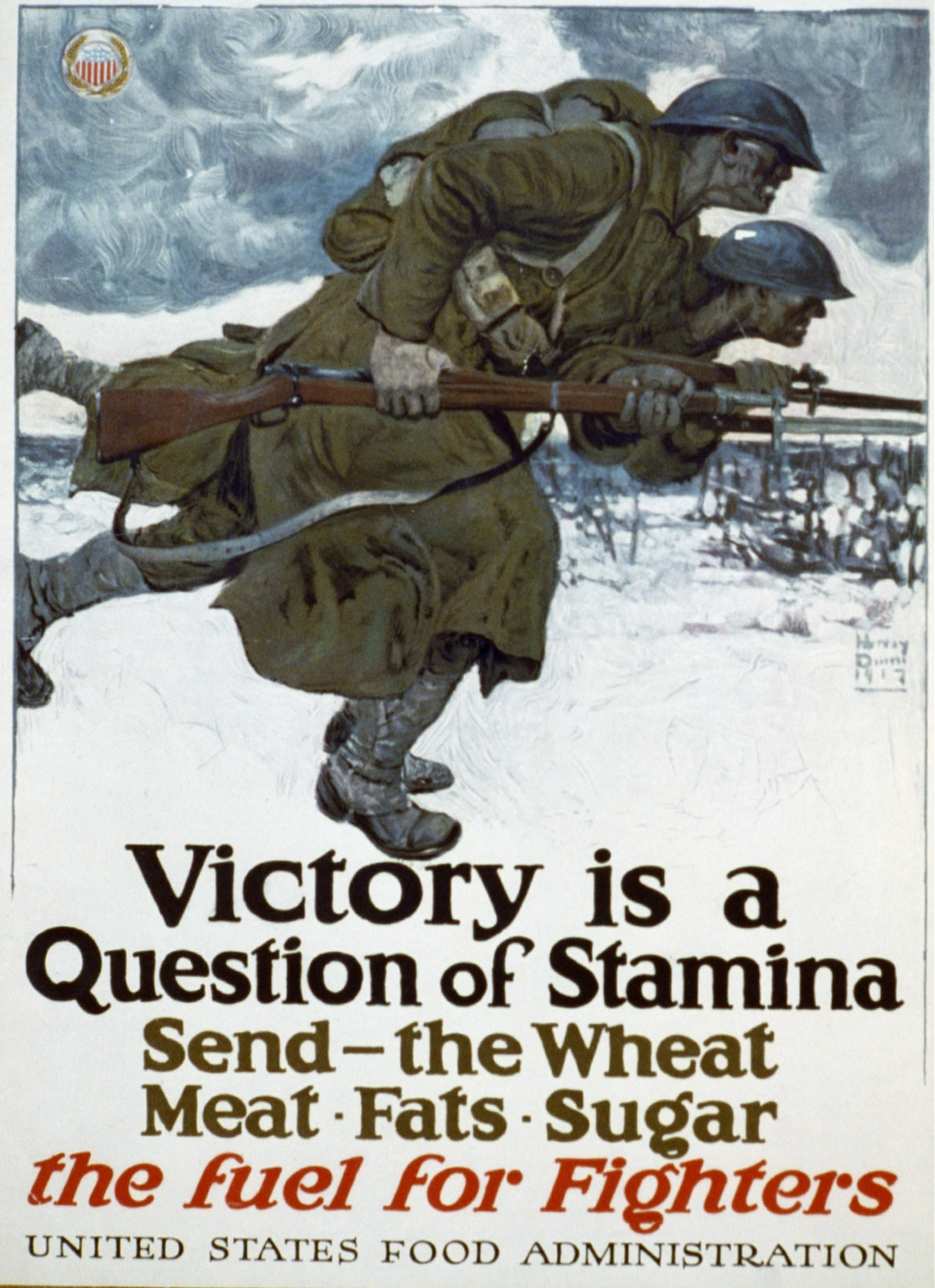
(画)ハーヴィー・ダン
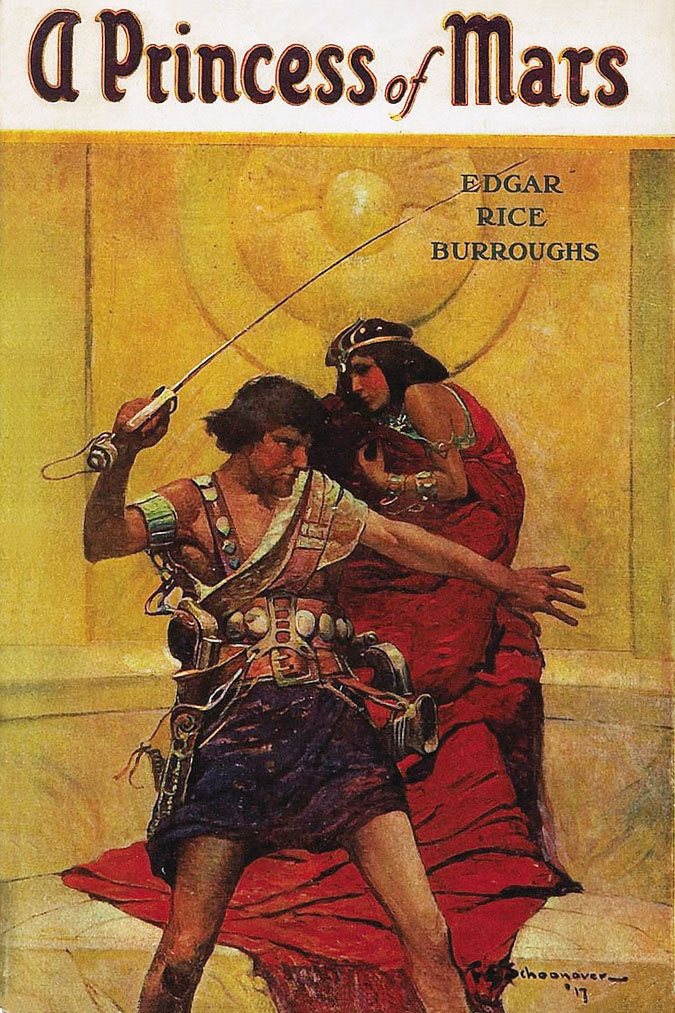
(画)フランク・スクーノヴァー
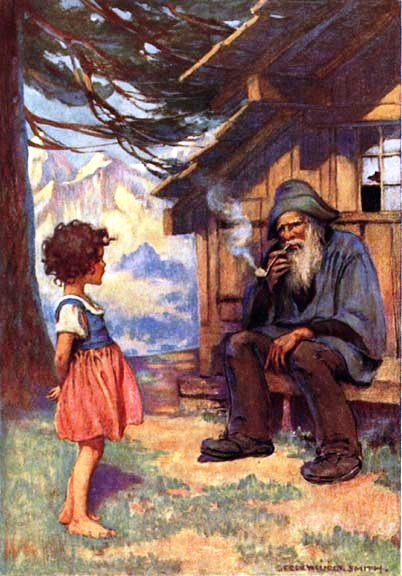
(画)ジェシー・ウィルコックス・スミス
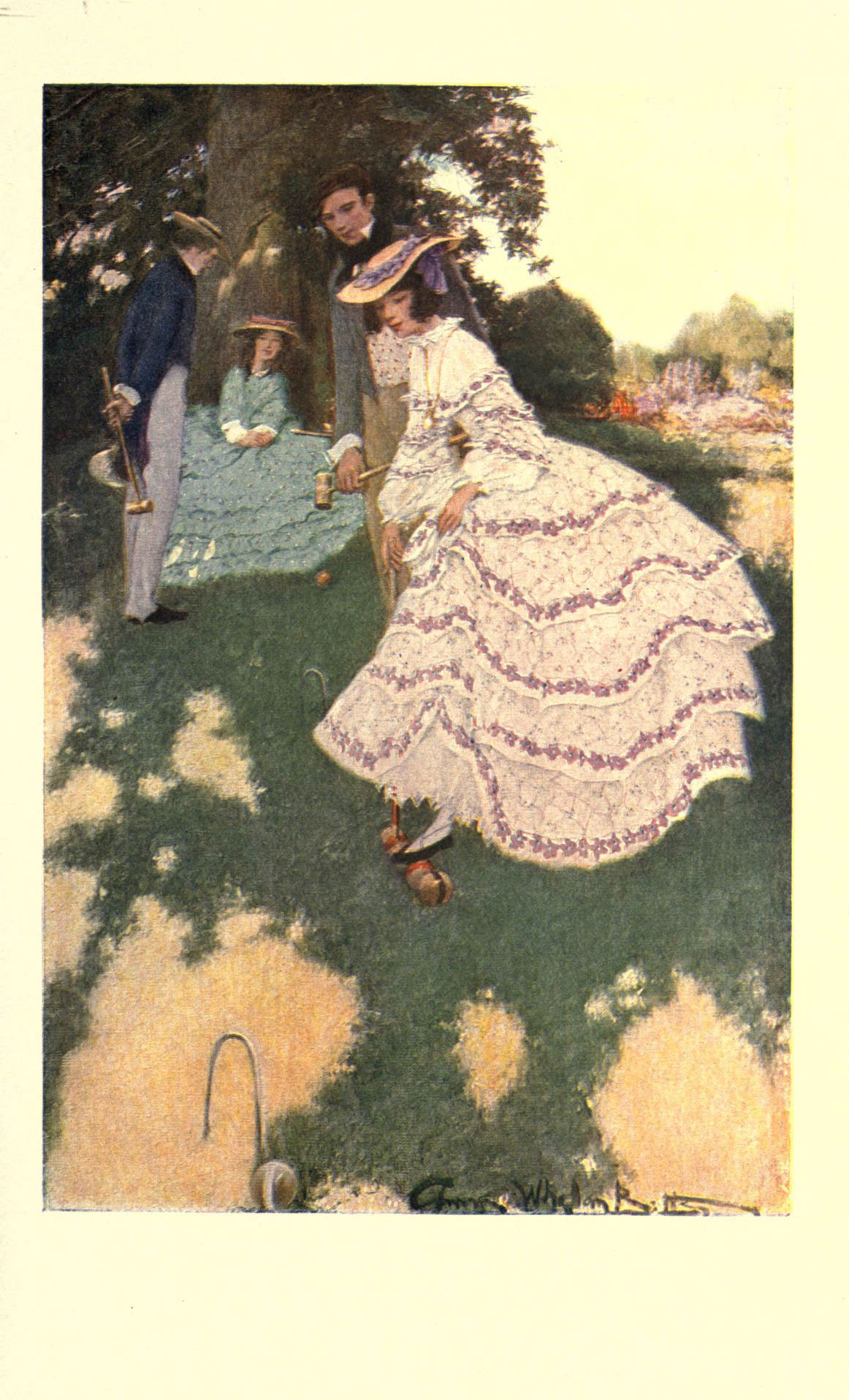
(画)アンナ・ベッツ
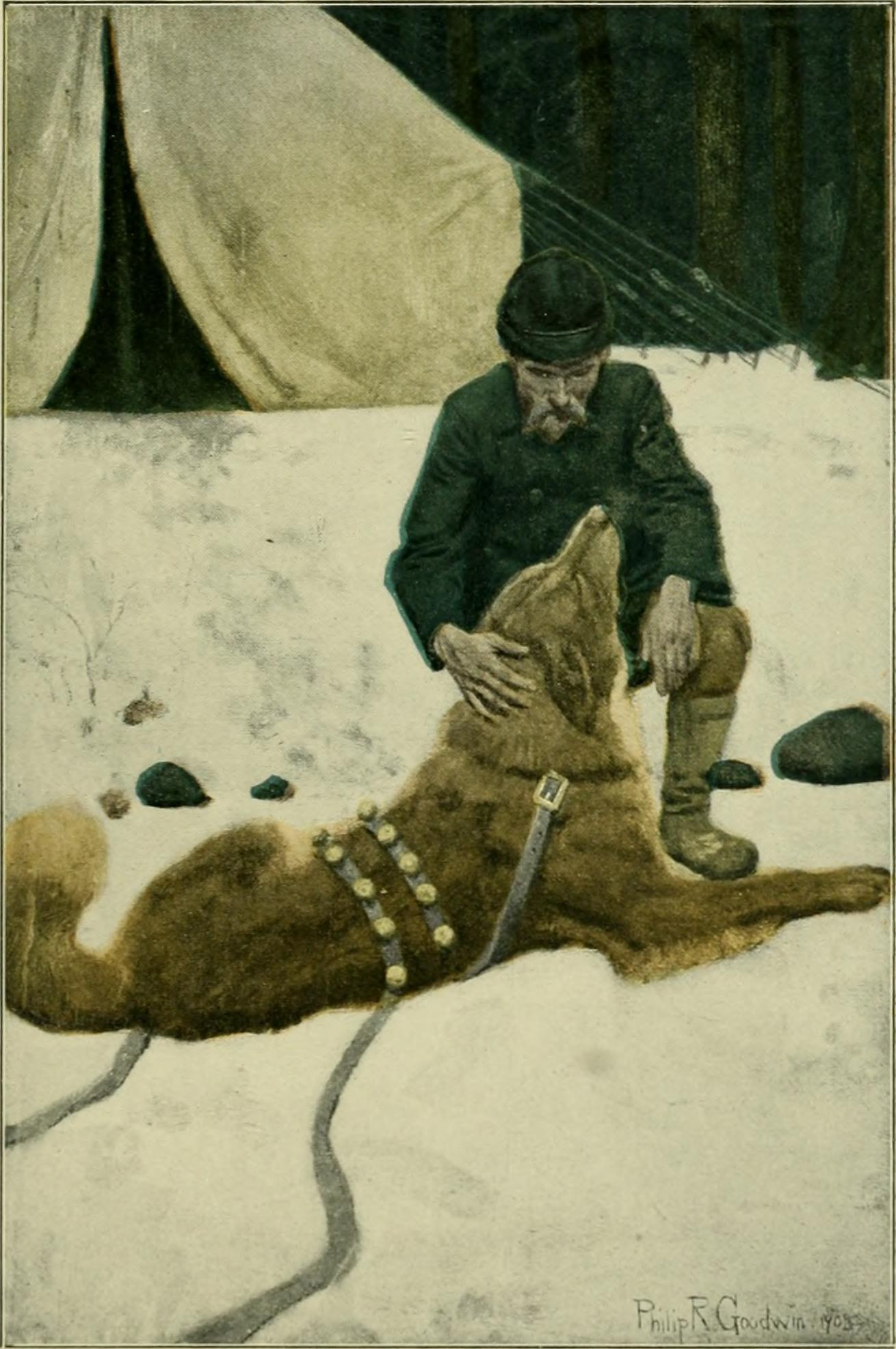
(画)フィリップ・グッドウィン
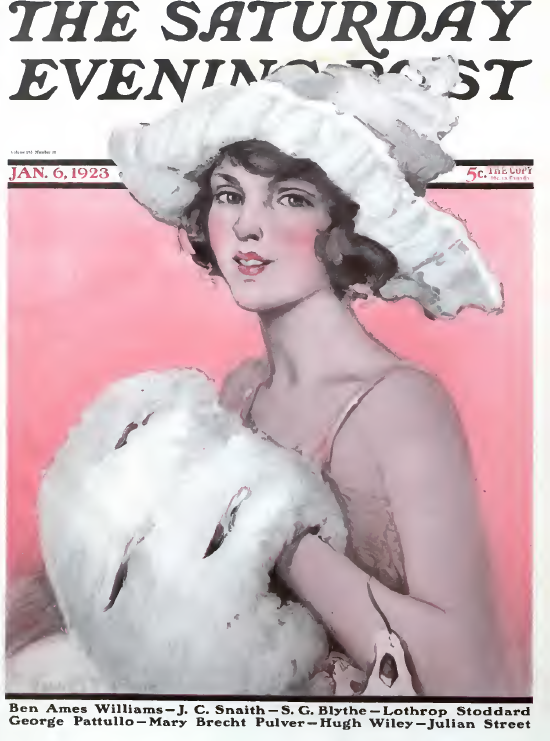
(画)エレン・バーナード・トンプソン・パイル